# Mette Zeruneith
Mette Zeruneith (født 27. februar 1965) er en dansk filmklipper. Hun blev uddannet på Den Danske Filmskole fra 1991-1995 og har siden arbejdet som klipper på en lang række danske film.

## Filmografi
- Rosita (2015)
- Det andet liv (2014)
- Ekspedition - De fem kortfilm (2014)
- Talenttyven (2012)
- Vilde piger (2012)
- Thors saga (2011)
- Bogota forvandling (2009)
- Storm (2009)
- Diplomacy - the responsibility to protect (2008)
- Mit iranske paradis (2008)
- Blinde engle (2007)
- Mod målet - VM for hjemløse (2007)
- I soldatens fodspor (2005)
- Kinamand (2005)
- Det forbudte landshold (2003)
- Fear X (2003)
- The wild east - portræt af en storbynomade (2002)
- Lille mand - lille mand (2002)
- Perker (2002)
- Det stjålne alfabet (2001)
- Monas verden (2001)
- To må man være (2001)
- Fruen på Hamre (2000)
- Kikser (2000)
- Antenneforeningen (1999)
- Din for altid (1999)
- Mimi og madammerne (1998)
- Cowboy & Angel (1998)
- Tifanfaya (1998)
- De ydmygede (1998)
- Nattegn - en film om Peter Laugesen (1997)
- Patrioterne (1997)
- Let's Get Lost (1997)
- At gå op ad væggen (1997)
- Café Hector (1996)
- Varm sommer (1995)
- Debut (1995)
- Safari (1994)
- Den russiske sangerinde (1993)
- Bananen - skræl den før din nabo! (1990)
- Camping (1990)
- Kajs fødselsdag (1990)
- Den røde tråd (1989)
- 17 op (1989)